# Champ de manœuvre
Pour les articles homonymes, voir champ.
Ne doit pas être confondu avec champ de tir, terrain d'essai ou camp d'entraînement.
Un champ de manœuvre est une installation militaire destiné à la mise en pratique de tactiques ou de stratégies militaires et à aguerrir les grandes unités. Susceptible d'accueillir des effectifs importants, un champ de manœuvre occupe toujours un espace de grande dimension.
Il se distingue du terrain d'essai, destiné à tester du matériel et des armes, du champ de tir, destiné à l'entraînement à l'usage d'armes à feu, et du camp d'entraînement, destiné à aguerrir les troupes. Toutefois, certaines installations militaires peuvent regrouper plusieurs de ces fonctions.
Lorsque des exercices militaires concernent des effectifs très importants, on parle alors de grandes manœuvres, qui peuvent alors pour partie avoir lieu, tout ou partie, sur un champ de manœuvre.